# Phyllophaga atra
Phyllophaga atra är en skalbaggsart som beskrevs av Moser 1918. Phyllophaga atra ingår i släktet Phyllophaga och familjen Melolonthidae. Inga underarter finns listade i Catalogue of Life.